# Kama
Kama (rusky Кама, tatarsky Çulman, udmurtsky Кам) je řeka v Permském kraji, v Udmurtsku a v Tatarstánu v Rusku. Je dlouhá 1805 km. Povodí řeky je 507 000 km². Je šestou nejdelší evropskou řekou a současně nejdelším přítokem Volhy, do níž ústí zleva a je s ní v místě soutoku srovnatelně velká. Její jméno znamená v udmurtštině „řeka“.

## Průběh toku
Pramení v centrální části Hornokamské vrchoviny v Udmurtské republice na severovýchodě evropské části Ruska západně od pohoří Ural. V horní části vytváří Kama oblouk a její tok se postupně stáčí k jihozápadu. Teče mezi hřbety Vysokého Zavolží širokou dolinou, která se místy zužuje. Na horním toku je koryto nestálé, členité a při březích je mnoho starých ramen. Pod ústím Višery se již stává vodnou řekou. Ve vzdálenosti 996 km od ústí pod přítokem Urolkou začíná vzdutí Kamské přehrady a pod její hrází začíná hned Votkinská přehrada. Na dolním toku tekla v až 15 km široké dolině, v níž se koryto široké 450 až 1200 m dělilo na ramena. V těchto místech byla vybudována Dolnokamská přehrada, která však nebyla naplněna na projektovanou úroveň hladiny. Pod ústím Vjatky se vlévá do Kamského zálivu Samarské přehrady na Volze, jejíž vzdutí někdy dosahuje až k ústí řeky Belaja.

### Přítoky

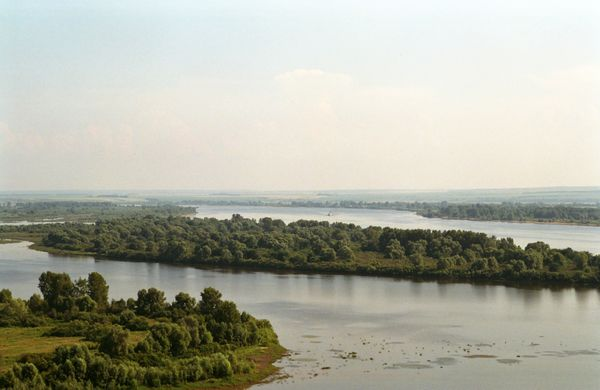
Soutok Kamy a Tojmy v Jelabuze

- zleva – Jižní Keltma, Pilva, Višera s Kolvou, Čusovaja se Sylvou, Belaja se Ufou, Ik, Zaj
- zprava – Kosa, Obva, Vjatka

## Vodní režim
Zdrojem vody jsou převážně sněhové srážky, ale také dešťové a podzemní voda. Během jara od března do června, kdy je hladina nejvyšší, proteče řekou více než 60% ročního odtoku. Rozsah kolísání úrovně hladiny činí až 8 m na horním toku a 7 m na dolním. Průměrný roční průtok vody u Kamské vodní elektrárny činí 1630 m³/s, u Votkinské vodní elektrárny činí 1750 m³/s a v ústí přibližně 4100 m³/s, maximální až 27 500 m³/s. Zamrzání se vyznačuje hojným vytvářením podvodního ledu a postupem ker, jež trvá 10 až 20 dní. Ledová pokrývka bývá na horním toku od začátku a na dolním od konce listopadu do dubna. Na jaře trvá průchod ledů 2 až 15 dní.

## Využití
Výstavba přehradní nádrže zlepšila podmínky pro vodní dopravu a ta je možná až do vesnice Kerčevskij ve vzdálenosti 966 km, kde je velký přístav a při vysoké úrovni hladiny ještě dalších 600 km. Dostatečně hluboké koridory na dolním toku byly nejprve uměle vyhloubeny a po napuštění Dolnokamské přehrady je již i tato část toku splavná bez problémů. Hlavní přístavy jsou Perm, Naberežnyje Čelny, Solikamsk, Sarupol, Berezniki, Levšino, Krasnokamsk, Čajkovskij, Kambarka, Čistopol. Z Permu je provozovaná pravidelná osobní lodní doprava do Moskvy, Nižního Novgorodu, Astrachaně a Ufy. Malebné břehy Kamy lákají čím dál víc turistů.
Tři velké vodní elektrárny na Kamě jsou součástí Volžsko-kamské kaskády.